# Меню (мультфильм)
Меню́ (англ. Feast) — короткометражный анимационный фильм студии «Walt Disney Animation Studios» 2014 года. Режиссёрский дебют Патрика Осборна, одного из аниматоров «Бумажного романа».

## Сюжет
Главный герой мультфильма — бродячий бостон-терьер по кличке Уинстон, разыскивающий еду и желающий найти друга. Пёсик достигает цели, когда встречает человека по имени Джеймс. Он кормит его картофелем фри, и с этого момента начинается их более чем 12-летняя дружба. История показывает их долгую дружескую идиллию, основанную на еде. Но однажды в жизни Джеймса появляется девушка, которая кардинально меняет жизнь обоих героев…

## Релиз
Премьера анимационного короткометражного фильма состоялась 10 июня 2014 года на Международном фестивале анимационных фильмов в Анси. Мультфильм транслируется в кинотеатрах с 25 октября 2014 года, перед показами полнометражной ленты Walt Disney Animation Studios «Город героев».

## Награды и номинации
- 2015. Премия «Оскар» в категории лучший анимационный короткометражный фильм (режиссёр Патрик Осборн, продюсер Кристина Рид)